# Моррисон, Герберт
Герберт Стэнли Моррисон, барон Моррисон Ламбетский (англ. Herbert Stanley Morrison, Baron Morrison of Lambeth; 3 января 1888[…], Лондон — 6 марта 1965[…], Сидкап, Большой Лондон) — британский лейбористский политик, занимавший различные руководящие должности в Кабинете министров Великобритании.

## Биография
В межвоенный период он был министром транспорта во время лейбористского правительства 1929–1931 годов, а затем, потеряв своё место в парламенте в 1931 году, стал главой лондонского совета графства в 1930-х годах. Вернувшись в палату общин в 1935 году, потерпел поражение от Клемента Эттли на выборах лидера Лейбористской партии в том же году. В коалиции военного времени стал министром внутренних дел.
Моррисон организовал победную избирательную кампанию лейбористов в 1945 году и был назначен лидером палаты общин и заместителем премьер-министра в правительствах Эттли в 1945–1951 годах. Клемент Эттли, Герберт Моррисон, Эрнест Бевин, Стаффорд Криппс и (первоначально) Хью Далтон сформировали «большую пятёрку», которая доминировала над правительством. Моррисон руководил программой лейбористов по национализации, хотя и выступал против предложений Эньюрина Бивена о национализированной больничной службе в рамках создания Национальной службы здравоохранения. Моррисон развил свои социальные взгляды из своей работы в местной политике и всегда подчёркивал важность общественных работ для борьбы с безработицей. 
В последний год премьерства Эттли Моррисон был министром иностранных дел. На этом посту он занимал агрессивную позицию против нового иранского премьера Мохаммеда Мосаддыка. Ранее, в 1946 году, Моррисон совместно с американским послом Генри Грейди уже предлагал план раздела Палестины, отвергнутый и еврейской, и арабской стороной. Он был провозглашён «Фестивальным лордом» за его успешное руководство Британским Фестивалем, прошедшим с успехом в 1951 году, и который привлёк миллионы посетителей на весёлые образовательные выставки и мероприятия в Лондоне и по всей стране.
Ожидалось, что Моррисон сменит Эттли на посту лейбористского лидера, но последний отложил отставку до 1955 года. Моррисон, который к тому времени считался слишком старым, занял третью позицию на последующих выборах лидера Лейбористской партии.